# Juan Bautista Guido
Juan Bautista Guido ( Buenos Aires, Argentina, 1 de febrero de 1898 -  5 de octubre de 1945 ), apodado El lecherito, fue un bandoneonista, compositor y director de orquesta dedicado al género del tango. 

## Actividad profesional
Creció en el barrio de Parque Patricios de Buenos Aires, hizo sus estudios primarios y por decisión de su familia aprendió el oficio de carpintero pero, atraído por la música desde los 6 años lo dejó para dedicarse enteramente a esta. A los 13 años empezó a tocar el bandoneón en público junto a Arturo Severino, un excelente ejecutante del mismo instrumento, vecino del barrio y también su maestro. A poco pasó a integrar el conjunto de  tres bandoneones, tres violines, tres guitarras y una flauta dirigido por Severino y en esa época adquiere el apodo de El lecherito, derivado de su juventud y de que su padre vendiera productos lácteos.
A los 15 años, en 1913, sumó un guitarrista y un violinista para actuar en el café "43", un local vinculado al tango así llamado porque gran parte de su público estaba integrado por trabajadores de la cercana fábrica de cigarrillos Piccardo y Cía, una de cuyas marcas era ese número, por el que pasaron grandes intérpretes del tango de la época. Gracias a la difusión allí lograda, Guido consigue junto con el pianista Samuel Castriota pasar a trabajar animando en el desaparecido Café Olimpo de Avenida Pueyrredón 1461 los intervalos que se producían en los bailes entre las actuaciones de las orquestas importantes que ahí se presentaban. Uno de los artistas que por esa época trabajaba en el local era el renombrado bailarín de tango Benito Bianquet "El Cachafaz".
Entre 1927 y 1928 Guido organizó una orquesta para grabar para la discográfica RCA Victor y hasta 1930 registró alrededor de 80 piezas. Integraban el conjunto los violinistas Elvino Vardaro, Alcides Palavecino, Eugenio Menjolou y Emilio Puglisi, el contrabajista Alfredo Corleto, el pianista Pedro Vergez y los bandoneonistas Domingo Plateroti y Juan Bautista Guido, quien también dirigía. Juan Lauga cantaba en algunas ocasiones el estribillo.
En 1935 Guido estuvo en la orquesta típica "Guardia Vieja" del cantor, guitarrista y compositor Ángel Greco, el hermano de Vicente Greco. Después su labor artística se hace discontinua por los problemas de salud que le aquejaban hasta que en 1945 el productor e intérprete Lopecito lo invitó a actuar en su audición radial De Villoldo a Gardel, integrando su orquesta típica, con la cual realizó además algunas giras por las provincias hasta que se produce su fallecimiento producido en Buenos Aires el 5 de octubre de 1945.
Como compositor se recuerdan los tangos que le grabara Carlos Gardel, Coquetita, Muñeca de carne y Tarde gris, así como Alma triste, Dempsey, Linda estampa, Miniatura, Mi piba, Mucho corazón,, No vuelvas a mentir,, Pa'que veas,, Tito,, La uruguayita, Uno menos y Yo les quiero preguntar y el vals criollo  Mi hechicera.
Juan Bautista Guido falleció en Buenos Aires el 5 de octubre de 1945.